# Chiesa di Sant'Anna di Palazzo
La chiesa di Sant'Anna di Palazzo (in origine chiesa del Rosario di Palazzo e più propriamente Parrocchia di Sant'Anna di Palazzo in Rosario di Palazzo) è una chiesa monumentale di Napoli e si erge in vico Rosario di Palazzo, ai margini del centro storico della città, nel quartiere San Ferdinando.

## Storia

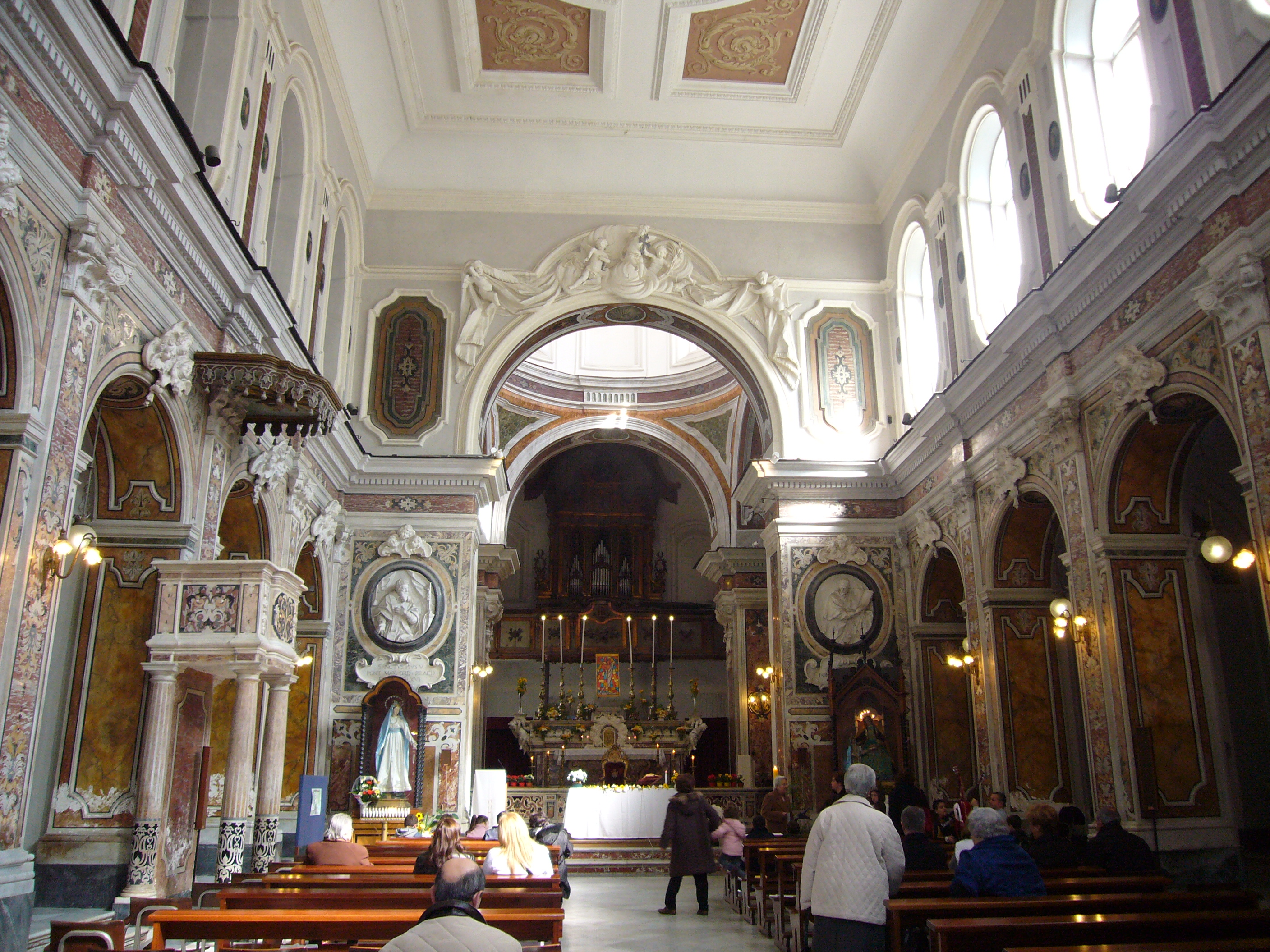
L'interno

Con la vittoria di Lepanto, a Napoli, sorsero molte chiese intitolate alla Madonna del Rosario, ritenuta propiziatrice di quel successo. Nel 1572, Michele Lauro offrì ai Padri Domenicani un terreno per la costruzione di una chiesa. In quel periodo, la zona era ricca di aree verdi; sorgeva a poca distanza dalle mura, ma ben presto si popolò con palazzi e luoghi di culto; sicché, già a metà del XVII secolo, il convento e la chiesa si ritrovarono in una zona densamente abitata.
Secondo uno studio, in questa chiesa riposerebbero le spoglie del poeta Giulio Cesare Cortese, padre del barocco letterario napoletano e promotore e difensore della lingua napoletana, morto e sepolto il 22 dicembre 1622. A 400 anni dalla sua scomparsa è stata posta una targa a ricordo. Fu probabilmente battezzato inoltre, il pittore Luca Giordano; inoltre la rivoluzionaria partenopea Eleonora Pimentel Fonseca nel febbraio del 1778 vi celebrò il suo matrimonio e, qualche tempo dopo, vi seppellì il suo unico figlio Francesco, morto quand'era ancora in fasce.
La denominazione Sant'Anna di Palazzo venne attribuita da una regia disposizione del 1819 che trasferiva provvisoriamente la sede parrocchiale (con relativo titolo) dalla chiesa di Sant'Anna di Palazzo, che sorgeva nell'omonimo largo, alla chiesa del Rosario, dal momento che la prima minacciava di crollare e perciò ne fu stabilita la demolizione.
Nel 1824 un'altra regia disposizione revocò la demolizione, affidando la chiesa ad una confraternita affinché la restaurasse. D'ora in poi si indicò l'originale chiesa di Sant'Anna di Palazzo come Sant'Anna vecchia, mentre quella del Rosario di Palazzo fu chiamata appunto Sant'Anna di Palazzo. La demolizione di Sant'Anna vecchia arrivò nel 1958 a causa dei pesanti danni subiti dai bombardamenti. Molti dei suoi arredi e delle sue opere d'arte furono trasferiti nel Rosario di Palazzo.

## Opere
Le decorazioni in stucco sono del XVII secolo; furono tanti i rimaneggiamenti del XVIII secolo e ad uno di essi è riconducibile l'altare maggiore, creato da Domenico Antonio Vaccaro nel 1729. Alle sue spalle, nel fondale dell'abside, sorge un maestoso organo a canne. La sagrestia, di gusto rococò, risale al 1739 e fu opera di Michelangelo Porzio; in essa si conserva un notevole crocifisso dipinto assegnabile alla mano di Luca Giordano. Il campanile e la sagrestia formano uno scenografico fondale nella piazzetta Rosario di Palazzo, dove è situato l'ingresso secondario alla chiesa. La cupola, un tempo colorata da maioliche, domina le case della zona. Il portale è del XVI secolo e porta inciso il nome e lo stemma della famiglia del fondatore.